# NGC 7547
NGC 7547 este o galaxie situată în constelația Pegas. A fost descoperită în 26 august 1827 de către John Herschel. Se află la o distanță de 69,41 de megaparseci de Pământ.